# 불안정
불안정(insecurity)은 자신에 대한 자신감(confidence) 결여와 관련된 정서이다.
 불안정은 특히 자신의 능력에 관한 공포(fear)와 불확실성(uncertainty)의 느낌과 관련있기도 하다. 원래는 1917년 심리학적 의미로 사용된 단어였다. 성인과 아동 모두에게서 관찰되어 왔다. 또한 애착 유형과 관련되어 있기도 하다.

## 특성
에이브러햄 매슬로우(Abraham Maslow)는 불안정한 사람을 "세상을 위협적인 정글로 인식하고 대부분의 사람들을 위험하고 이기적이라고 인식한다. 거절당하고 고립된 사람처럼 느끼며, 불안하고 적개심을 드러낸다. 보통은 비관적이고 불행해 한다. 긴장과 갈등의 모습을 보인다. 내향적인 경향이 있다. 죄책감에 시달리고, 자존감에 대한 혼란이 1개 이상 있다. 신경증적인 경향이 있다. 일반적으로 이기적이고 자기중심적(perceives the world as a threatening jungle and most human beings as dangerous and selfish; feels like a rejected and isolated person, anxious and hostile; is generally pessimistic and unhappy; shows signs of tension and conflict, tends to turn inward; is troubled by guilt-feelings, has one or another disturbance of self-esteem; tends to be neurotic; and is generally selfish and egocentric.)"인 사람이라고 정의하였다. 그는 불안한 모든 사람에게서 끊임없이, 결코 사라지지 않는 안전에 대한 갈망을 보았다.
깊은 사고 능력, 타인의 관점 이해 능력, 자신의 죽음을 알아차리는 능력은 불안정감에 기여할 수 있다. 한 가설에 의하면, 부부 갈등에 대한 자식의 반응은 정서적 안정에 대한 욕구에 의해 추동되며, 이는 정서 조절과 행동에 영향을 준다. 이론은 부부 갈등에 관한 자식의 과거 경험이 정서적 안정을 형성하고, 그에 따라 부모-자식 관계를 포함한 가족 역동에 대한 장기적 적응과 미래의 반응에도 영향을 준다고 시사한다.
불안정감은 관계나 직장 등 여느 영역에서의 부적절감(feeling of inadequacy) 때문에 일어날 수 있다.

## 같이 보기
- 공포
- 당혹감
- 불안
- 수치심
- 죄책감
- 회한
- 후회